# Kyrylo Pospjejev
Kyrylo Vasilovitsj Pospjejev  (Oekraïens: Кирило Васильович Поспєєв) (Tambov, 30 december 1975) is een Oekraïens voormalig professioneel wielrenner. Hij reed voor onder meer Cantina Tollo, Acqua e Sapone en Domina Vacanze. In 2001 was hij Oekraïens kampioen op de weg.
Pospyeyev deed namens Oekraïne mee aan de Olympische Spelen van 2004 (Athene), aan de wegrit. Hij eindigde als 23e.

## Belangrijkste overwinningen
2001
 Oekraïens kampioen op de weg, Elite

## Resultaten in voornaamste wedstrijden
| Jaar | Ronde van Italië | Ronde van Frankrijk | Ronde van Spanje |
| ---- | ---------------- | ------------------- | ---------------- |
| 2001 |                  |                     | opgave           |
| 2003 |                  |                     | 37e              |
| 2004 | 42e              |                     |                  |

| Jaar | Amstel Gold Race | Luik-Bast.‑Luik |
| ---- | ---------------- | --------------- |
| 2001 |                  |                 |
| 2003 | 55e              | 83e             |
| 2004 |                  |                 |

Wielerploegen van Kyrylo Pospjejev
Baronti · 
Bossoni · 
Colombo · 
Colonna ·
Di Biase ·
Di Luca ·
Di Renzo ·
Gasperoni ·
Gentili · 
Giabbecucci ·
Giunti ·
Marzoli ·
Masciarelli · 
Massi ·
Mondini ·
Negrini ·
Pepoli ·
Pierdomenico · 
Piovaccari · 
Scotti ·
Sgambelluri · 
Tonti · 
Trenti ·
Vergnani ·
Astolfi (stagiair) ·
Pospjejev (stagiair)
Astolfi ·
Colombo · 
Colonna ·
Conti ·
Di Cintio ·
Di Luca ·
Gasperoni ·
Gentili · 
Giabbecucci ·
Giunti ·
Jakovlev ·
Martín ·
Marzoli ·
S. Masciarelli · 
Negrini ·
Pepoli ·
Pospjejev · 
Scotti ·
Simeoni · 
Spezialetti ·
Tonti · 
Trenti ·
Kobzarenko (stagiair) ·
Lobato (stagiair) ·
A. Masciarelli (stagiair)
Astolfi ·
Bennati · 
Cardellini ·
Cipollini  ·
Colombo ·
Conti ·
Derganc ·
Di Cintio ·
García ·
Gasperoni ·
Gentili · 
Giabbecucci ·
Giunti ·
González ·
Kolobnev ·
Lobato ·
Lombardi ·
Martín ·
Masciarelli · 
Peña ·
Pospjejev · 
Scarponi ·
Scirea ·
Simeoni · 
Trenti
Astolfi ·
Bennati · 
Cardellini · 
Cipollini  ·
Colombo · 
Derganc ·
Gasperoni ·
Gentili ·
Giunti ·  
González · 
Jones · 
Kolobnev ·
Lobato · 
Lombardi ·
Marinangeli ·
Martín ·
Mondini ·  
Ongarato · 
Pospjejev · 
Scarponi ·
Scirea ·
Secchiari ·
Simeoni ·
Valoti ·
Di Nucci (stagiair) ·
Garbelli (stagiair)